# Baccalà alla lucana
Le baccalà alla lucana est un plat typique de la Basilicate, composé de stockfisch et de poivrons séchés croquants, connus sous le nom de cruschi. Une autre variante implique plutôt l'utilisation des poivrons au vinaigre. C'est un des rares plats de poisson de la Basilicate dont la cuisine est principalement basée sur l'utilisation de viande.